# International Digital Emmy Pioneer Prize
O International Digital Emmy Pioneer Prize foi um prêmio especial entregue pela Academia Internacional das Artes e Ciências Televisivas (IATAS) como parte dos Prêmios Emmy Internacional Digital. O Pioneer Prize, como também era conhecido, não é um Emmy, mas sim uma iniciativa da Academia Internacional, que homenageia uma personalidade da indústria ou uma organização cujas realizações criativas contribuíram para a área de entretenimento digital.

## Vencedores
| Ano  | Vencedor          | Nota(s)                                                               |
| ---- | ----------------- | --------------------------------------------------------------------- |
| 2009 | Nokia             | Empresa multinacional finlandesa que atua na área de telecomunicações |
| 2010 | Tim Kring         | Criador e produtor executivo da série de televisão Heroes             |
| 2011 | Jon M. Chu        | Criador e diretor da websérie The Legion of Extraordinary Dancers     |
| 2013 | Anthony E. Zuiker | Criador da franquia CSI e Cybergeddon.                                |
| 2014 | YouTube           | Por suas contribuições inovadoras ao campo do entretenimento digital  |
| 2015 | Brian Robbins     | Fundador e CEO dos canais digitais AwesomenessTV.                     |